# Jean Jalabert
Pour les articles homonymes, voir Jalabert.
Ne doit pas être confondu avec Jean Jallabert ou Jean Ajalbert.
Jean Jalabert, né à Carcassonne le 11 septembre 1815, et mort dans la même ville le 13 janvier 1900, est un peintre français.
Il se maria à Paris en 1847 à Emma  Lamotte, une modiste. Ils eurent une fille, Jeanne, en 1851.
Il fut conservateur du Musée des Beaux-Arts de Carcassonne de 1862 à 1888.

## Œuvres dans les collections publiques

### En France
- Carcassonne, musée des beaux-arts :
  - Autoportrait - miniature sous verre;
  - Autoportrait de l'artiste en famille (1848)[2];
  - Portrait d'Alphonse Coste-Reboulh en Sorezien  (1834-1837), huile sur toile ;
  - Portrait de Madame Coste, née Reboulh et de son fils Alphonse, huile sur toile ;
  - Portrait de Madame Alphonse Coste-Reboulh, née Dussau.

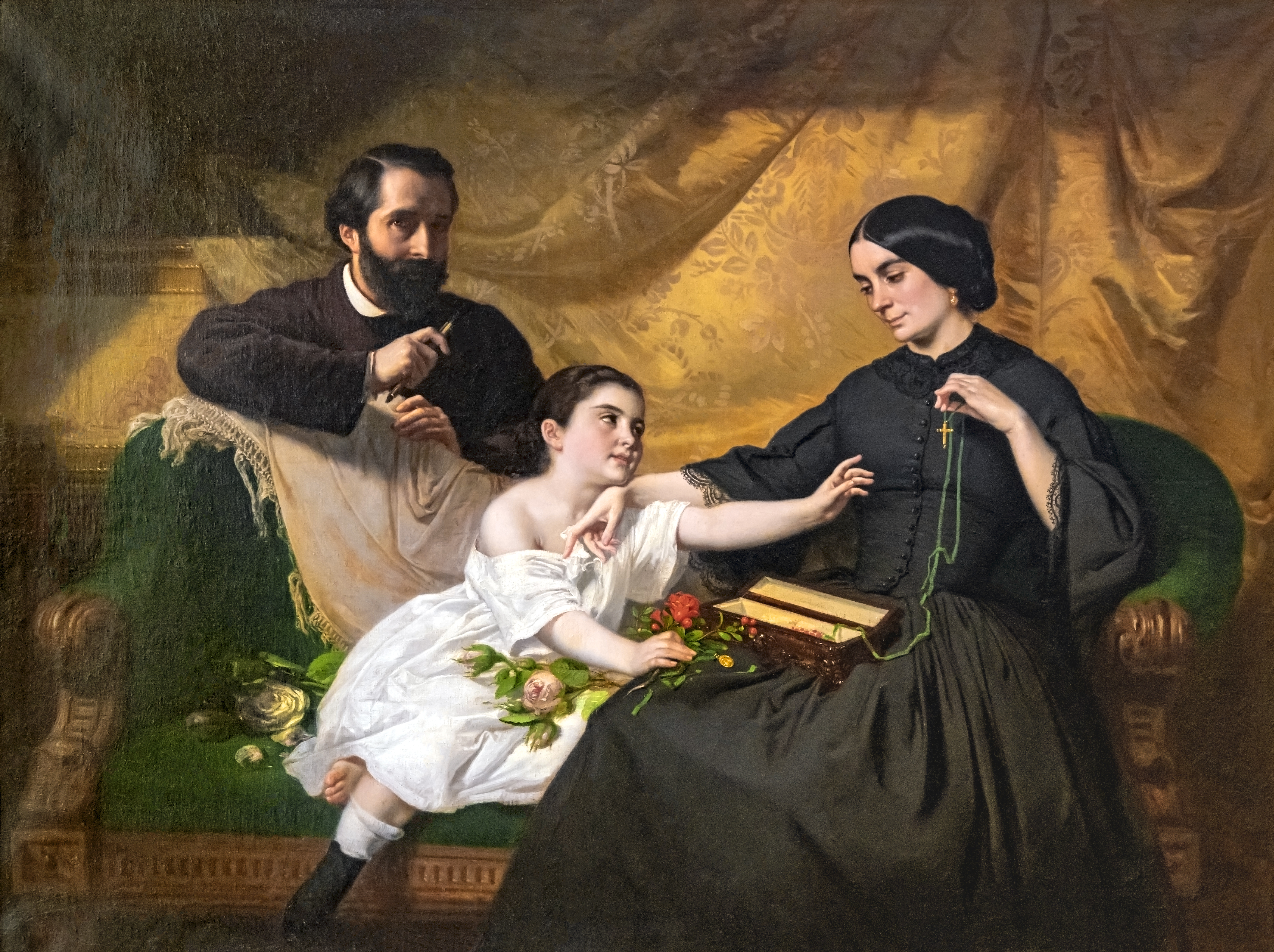
Autoportrait de l'artiste en famille (1858)
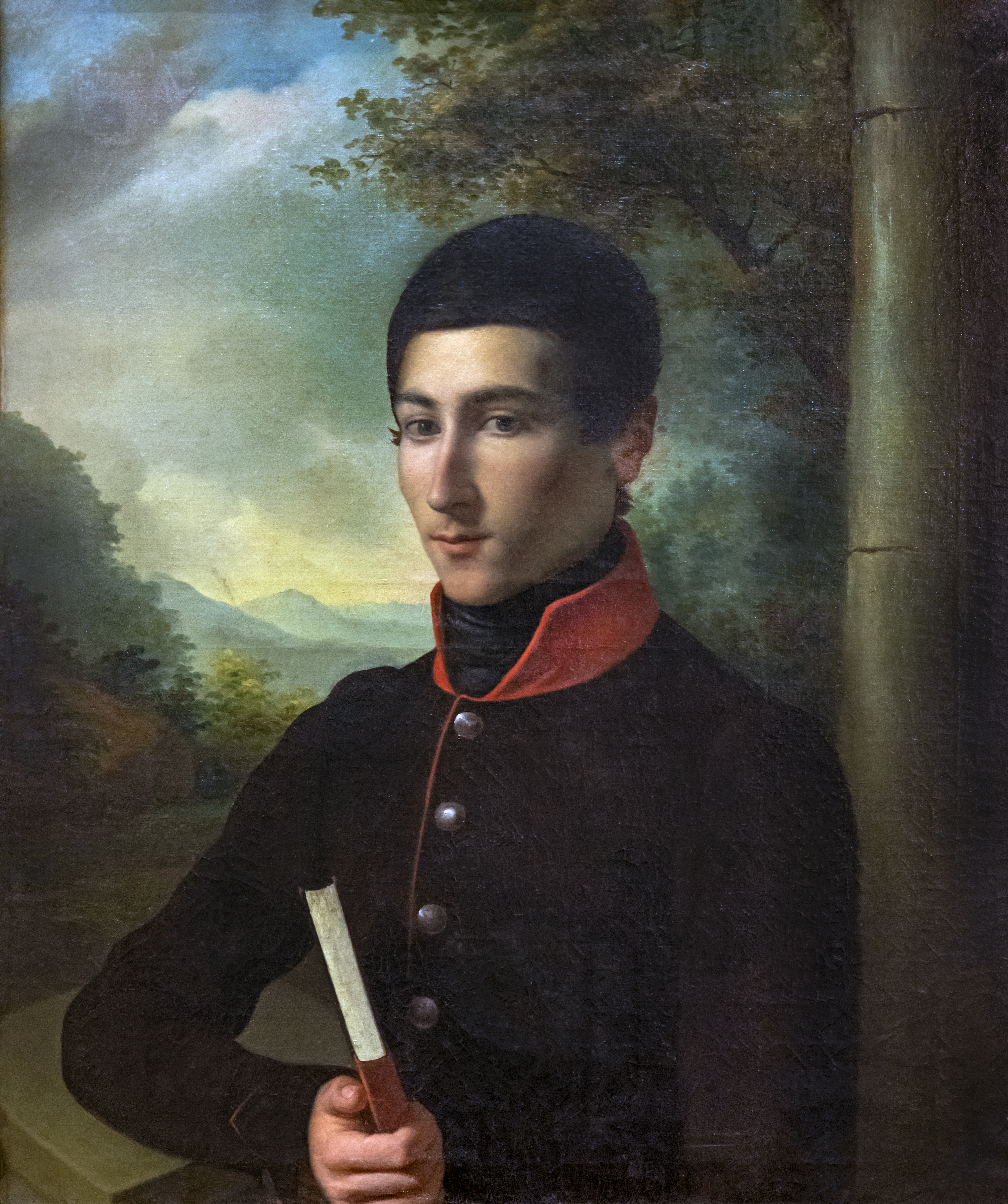
'Alphonse Coste-Reboulh en Sorezien
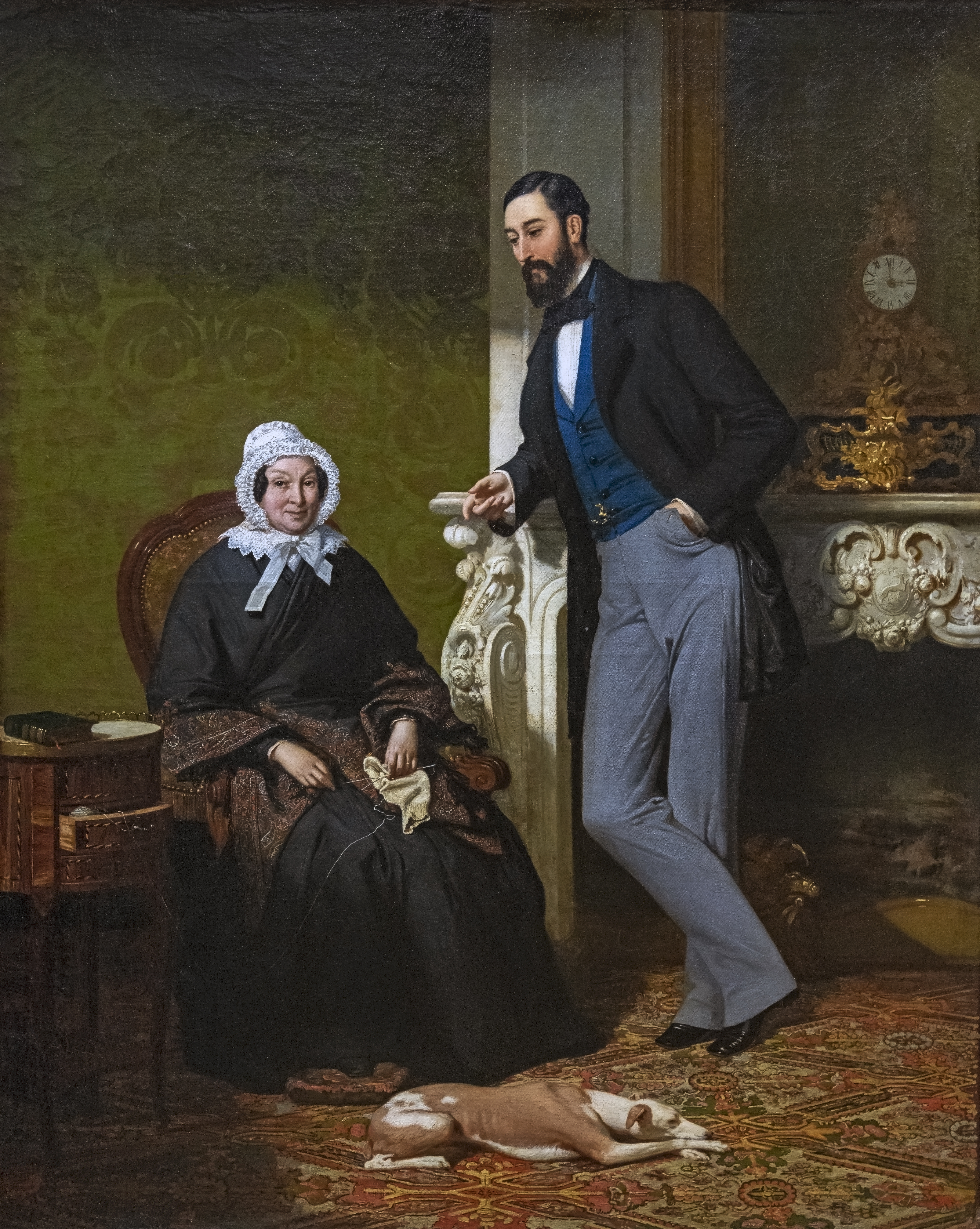
Portrait de Madame Coste, née Reboulh et de son fils Alphonse

- Carcassonne, Cathédrale Saint-Michel :
  - La Libération d'une âme, huile sur toile.